# Thiên long bát bộ (trò chơi)
Thiên long Bát Bộ là một trò chơi nhập vai trực tuyến nhiều người chơi (MMORPG) được Việt hóa từ trò chơi Dragon Oath, còn được biết là Tian Long Ba Bu (viết tắt: TLBB) từ Trung Quốc phát triển và xuất bản bởi ChangYou and Sohu và ra mắt vào tháng 5 năm 2007. Câu chuyện của trò chơi chủ yếu dựa trên tiểu thuyết võ hiệp Thiên long bát bộ của nhà văn Kim Dung, với tổng kinh phí 100 triệu Nhân dân tệ.
Tại Việt Nam, trò chơi được phát hành bởi FPT Online từ ngày 15 tháng 6 năm 2007 với mức phí bản quyền gần 1 triệu USD.
Kể từ ngày 01 tháng 9 năm 2014, VNG sẽ độc quyền phát hành game Thiên Long Bát Bộ tại thị trường Việt Nam và tiếp nhận từ nhà phát triển ChangYou. Đồng thời game sẽ đổi tên thành Tân Thiên Long. Lý do của việc thay đổi này là để trò chơi được vận hành một cách tốt nhất có thể. ChangYou đã quyết định chọn VNG để phát hành Thiên Long Bát Bộ trong thời gian tới, thay vì FPT Online - công ty đang vận hành game này tại Việt Nam. Ngày 15 tháng 10 năm 2014, Tân Thiên Long 3D chấm dứt giai đoạn thử nghiệm. Ngày 17 tháng 10 năm 2014, Tân Thiên Long 3D chính thức được tung ra thị trường Việt Nam. Trò chơi còn được phát hành ở Châu Âu, Malaysia và Hoa Kỳ.

## Phiên bản tại thị trường Việt Nam

### Nhà phát hànhFPT Online
Trước khi bị ChangYou quyết định chọn VNG để phát hành game, FPT Online đã phát hành 13 phiên bản của tựa game này.

#### Thiên Long Bát Bộ
Ngày 15 tháng 06 năm 2007, bản thử nghiệm Close Beta của trò chơi đi vào hoạt động. Trong giai đoạn này, cấp độ (level) cao nhất mà game thủ có thể đạt được là 99. Ngày 15 tháng 07 năm 2007, trò chơi bước vào giai đoạn Open Beta và thương mại hóa.

#### Mừng tuổi
Là một đợt cập nhật lớn trong năm 2008, nhưng phiên bản Mừng Tuổi đã không ra mắt theo đúng dự định và buộc phải dời lại vào tháng 12 vì nạn hack hoành hành trong game. Phiên bản Mừng Tuổi sau cùng được thay thế bằng phiên bản Tiên Lữ Kỳ Duyên.

#### Tiên Lữ Kỳ Duyên
Phiên bản Mừng Tuổi bị chậm trễ cũng là lý do FPT cho thay thế phiên bản này bằng phiên bản Tiên Lữ Kỳ Duyên. Ngày 26 tháng 12 năm 2008, phiên bản Tiên Lữ Kỳ Duyên được phát hành với các cập nhật: Tứ Đại Thần Khí. Cạnh Kỹ Trường - Tranh đoạt Minh Chủ Võ Lâm.

#### Giang Sơn Mỹ Nhân
Ngày 28 tháng 08 năm 2009, phiên bản được phát hành với các cập nhật: thành thị thứ 4 mang tên Lâu Lan. Để vào tòa thành này người chơi phải đạt cấp độ tối thiểu là 75. Trân thú mới: Cùng kỳ, Tiểu Hồ Tiên. Trấn Phái Thần Binh gồm: Minh Giáo đao phủ - Đại Hạ Long Tước; Võ Đang đơn đoản - Đại Thương Trần Ảnh; Nga My song đoản - Đại Châu Lam Dạ; Cái Bang thương bổng - Đại Tần Phong Đích; Thiên Long hoàn - Đại Hoán Hoằng Cương; Tinh Túc song đoản - Đại Tấn Tinh Ngân; Thiên Sơn hoàn - Đại Tùy Ngưng Sương; Thiếu Lâm thương bổng - Đại Đường Côn Nhạc; Tiêu Dao phiến - Đại Tống Quân Sầm. Phó bản Huyết chiến Phiêu Miễu Phong. Những tính năng bang hội mới: Đồng Minh Bang Hội.. Sự xuất hiện của vùng đất mới Diêm Hồ, Cao Xương, Hỏa Diệm Sơn. Tính năng Tu hành trong Hàn Ngọc Cốc.

#### Tái chiến giang hồ
Ngày 02 tháng 12 năm 2009, phiên bản được phát hành với các cập nhật: vật phẩm Trùng Lâu, thành thị thứ 5 mang tên Thúc Hà Cổ Trấn. Lăng mộ vua Tần Thủy Hoàng nổi tiếng cũng sẽ được tái hiện qua Tần Hoàng Địa Cung.

#### Truyền Thuyết Ảnh Tử
Ngày 08 tháng 04 năm 2010, phiên bản được phát hành với các cập nhật: Bang Hội Chiến. Giang Hồ Càn Khôn.Giảm Kháng Bảo Thạch, Yếu Quyết 45, Đục lỗ 4, mở bản đồ Tháp Lý Mộc, ra mắt vật phẩm Thiên Ky Châu và giới thiệu tính năng Đánh Vỡ Thần Tiết. Ngoại cảnh Tháp Lý Mộc.

#### Tiếu Ngạo Côn Lôn
Ngày 20 tháng 10 năm 2010, phiên bản được phát hành với các cập nhật: trang bị Võ Hồn. Bản đồ Côn Lôn Sơn với quang cảnh được bao phủ bởi tuyết trắng, có 6 loại quái sẽ xuất hiện tại đây, gồm: Tiên Lộc, Linh Hạc, Khai Minh Thú, Tiểu Đạo Đồng, Thái Vân Tiên và Linh Kiếm Sĩ. Một số chức năng sẽ được điều chỉnh như: cải tiến hệ thống tự động tìm đường, cải tiến phím xin gia nhập tổ đội, điều chỉnh thông tin nâng cấp hệ thống, tiếp tục các phương án tiết giản các thông số của hệ thống, thêm chức năng quên mật khẩu tại quá trình đăng nhập...

#### Huyết Chiến Mộ Dung
Ngày 06 tháng 08 năm 2011, phiên bản được phát hành với thay đổi tên trò chơi thành Thiên Long Bát Bộ 2. Các tài khoản đang chơi Thiên Long Bát Bộ hiện tại vẫn có thể đăng nhập để chơi Thiên Long Bát Bộ 2 mà không cần bất kỳ chuyển đổi nào. Cập nhật Môn phái mới: Mộ Dung.

#### Huyết Chiến Nhạn Môn Quan
Ngày 27 tháng 06 năm 2012, phiên bản được phát hành với các cập nhật mới: Tống - Liêu Đại Chiến. Đây là một chiến trường đối kháng kết hợp săn boss lớn nhất từ trước đến nay với sức chứa lên đến 60 người. Cập nhật cuốn tâm pháp thứ 7 và thứ 8 cho môn phái Mộ Dung. Phụ bản mới tên gọi Niên Hoa Mộc Nhân Trận. Hệ thống Quân Đoàn, Hệ thống Thù Địch, Hệ thống Trang Bị, Song Kiếm Hợp Bích, Thiên Long Đồ Giám, Online Nhận Quà. Đơn Nhân Phụ Bản. Kỹ Năng Phụ Thể - Trân Thú Phụ Thể, Kỹ Năng Hợp Thể - Trân Thú Đan Hợp và Dung Hồn Đan.

#### Thiên Long Bát Bộ 3
Ngày 17 tháng 04 năm 2013, phiên bản được phát hành với thay đổi tên trò chơi thành Thiên Long Bát Bộ 3 với các cập nhật: Hình ảnh đại diện cũng được cải tiến để người chơi có thể lựa chọn giữa avatar 2D và 3D. Tính năng Phá Võ Tu Tâm là bao gồm hai phần tu luyện Bí Pháp và khai thông hệ thống Kinh mạch nhằm tăng sức mạnh, hiệu quả cho các kỹ năng môn phái. Tuyệt kỹ này chỉ dành cho người chơi đạt cấp độ từ 90 trở lên. Hai phụ bản mới gồm Vương Lăng và Binh Thánh Kỳ Trận. Thượng Cổ Long Văn là trang bị thứ 16 của TLBB 3 mà người chơi có thể sở hữu khi tham gia phụ bản Phụng Minh Vương Lăng và Thiếu Thất Sơn.
Đại Thế Giới – nơi người chơi ở cụm máy chủ khác nhau có thể gặp nhau, trò chuyện, giao lưu, thi đấu, thành lập tổ đội cùng làm nhiệm vụ, đánh quái. Để bước vào Đại Thế Giới, người chơi cần đạt cấp độ 85 trước đến gặp ông chủ dịch trạm của các thành Đại Lý, Tô Châu, Lạc Dương, Lâu Lan yêu cầu "đưa đến" thành thị Phụng Minh Trấn. Đây là thành chủ của Đại Thế Giới tồn tại song song với 6 thành, vùng lãnh thổ khác. Trong đó Quân Thiên Thành, Triều Kinh Thành, La Phủ Thành là nơi diễn ra Công Thành Chiến còn Mạc Nam Thanh Nguyên, Vọng Xuyên Hoa Hải và Thiên Kỳ Nam Hoài là nơi cư trú của các loại quái cấp độ 9x.
Chiến trường mới: Công Thành Chiến liên server. Các Thế Tộc sẽ đến Quân Thiên Thành hoặc La Phủ Thành hoặc Triều Kinh Thành để tham gia hoạt động này. Nếu phía công thành giành được Chiến Kỳ và giữ Chiến Kỳ trong 30 phút thì sẽ trở thành người chiến thắng.

#### Thần Binh Hải Vực
Ngày 21 tháng 08 năm 2013, phiên bản được phát hành với các cập nhật mới: thần khí cấp 86 - 96 - 102 có 6 sao thì hoàn toàn có thể tiến hành thăng cấp thần khí. Lưu ý là thăng cấp lên 7 sao, hình dạng thần khí vẫn như cũ, chỉ khi lên 8 sao thì hình dạng mới thay đổi và lúc đó, chúng mới thực sự được gọi là Tuyệt Thế Thần Binh.

#### Bàn Cổ Chi Linh
Ngày 18 tháng 06 năm 2014, phiên bản được phát hành với các cập nhật mới: Bàn Cổ Chi Linh - truyền thuyết về Bàn Cổ. Vào 20h00 các ngày Thứ năm và Chủ nhật hàng tuần, tại bản đồ Dạ Tây Hồ và Thái Hồ sẽ xuất hiện boss: Bàn Cổ Chi Linh Thiên và Bàn Cổ Chi Linh Địa.

### Nhà phát hànhVNG

#### Tân Thiên Long 3D
Ngày 17 tháng 10 năm 2014, VNG phát hành trò chơi với tên mới là Tân Thiên Long 3D. Cập nhật thêm Môn phái mới: Đường Môn.

##### Cuồng chiến thiên hạ
Ngày 03 tháng 08 năm 2015, phiên bản được phát hành với các sửa đổi, điều chỉnh mới về Thiên Hoang Cổ Cảnh

##### Quân lâm thiên hạ
Ngày 06 tháng 07 năm 2016, phiên bản được phát hành với cập nhật: Càn quét phó bản, Hào Hiệp Ấn, Quần Hùng Chiến, Kim Lan Trận, Hùng Bá Thiên Hạ, Ngự Thú Thần Quyết, Huyết Chiến Nhạn Môn Quan.

##### Quỷ Cốc xuất thế
Ngày 11 tháng 07 năm 2018, phiên bản được phát hành với cập nhật: Thiên Ngoại Đào Viên. Tính năng cường hóa trang bị tại NPC cho phép thiết lập cấp độ tự cường hóa. Môn phái mới: Quỷ Cốc.

##### Cửu Tinh Thần Khí - Vũ Ý Tung Hoành
Ngày 17 tháng 07 năm 2019, phiên bản được phát hành với cập nhật: Cửu Tinh Thần Khí. Tỷ võ treo thưởng. Võ Ý. Thủy Cung Gia Viên.

##### Sơn Hà Vạn Tượng
Ngày 31 tháng 07 năm 2020, phiên bản được phát hành với cập nhật: Kiếm Chỉ Kim Lăng, Quan Sơn Hải, Bát Hoành Đồng Tiêu, Đổi Tử Vi Linh Phách, Tiến cấp Thiên Đạo, Tung Hoành: Thủy Hử Quần Hùng, Ngạo Chiến Cửu Lê, Thương Ngô Bí Cảnh, Thí Kiếm Thiên Hạ, Hoa Thường Các, Thiên Cơ Cẩm Nang (túi tạm thời). Bản đồ hai thành thị mới: Kim Lăng, Biện Kinh. Môn phái mới: Đào Hoa Đảo.

##### Cuồng Đao Định Thế
Ngày 13 tháng 08 năm 2022, phiên bản được phát hành với cập nhật: Hoa Dao Phú, Hoa Dao Các, Vân Cẩm Hành. Mở rộng Túi hành trang, thêm tính năng Tự động đánh quái. Môn phái mới: Tuyệt Tình.

##### Công Thành Xưng Bá
Ngày 16 tháng 08 năm 2023, phiên bản được phát hành với cập nhật: Điều chỉnh kỹ năng môn phái các phái Nga My, Tinh Túc, Tiêu Dao, Minh Giáo, Võ Đang, Mộ Dung, Thiếu Lâm. Hệ Thống Tinh Bàn. Phó bản mới: Dạ Thám Thiên Ba Phủ. Hoạt động Bá Giả Thiên Hạ.

##### Tông Môn Đại Phái - Trân Thú Nguyên Đan
Ngày 30 tháng 10 năm 2024, phiên bản được phát hành với cập nhật: Bí Bảo Trấn Phái hoàn thành sẽ mở thêm kỹ năng mới: Tuyệt học . Mỗi môn phái có bí bảo trấn phái khác nhau: Phái Nga Mi (bí bảo: Huyền Băng Giám); Phái Tiêu Dao (bí bảo: Vô Tướng Giới); Phái Mộ Dung (bí bảo: Tham Hợp Phiến); Phái Thiên Sơn (bí bảo: Hàn Sơn Mang); Phái Tinh Túc (bí bảo: Luyện Tinh Lư); Phái Võ Đang (bí bảo: Hỗn Thiên Quái); Phái Cái Bang (bí bảo: Túy Tiên Hồ); Phái Quỷ Cốc (bí bảo: Thiên Cơ Quyển); Phái Đường Môn (bí bảo: Tuyệt Mệnh Tiêu); Phái Tuyệt Tình (bí bảo: Đoạn Sinh Xích); Phái Thiên Long (bí bảo: Định Phong Ấn); Phái Thiếu Lâm (bí bảo: Phạn Linh Châu); Phái Đào Hoa Đảo (bí bảo: Thủ Tâm Trạc); Phái Minh Giáo (bí bảo: Quang Minh Lệnh). Tính năng mới: Trân Thú Nguyên Đan. Hoạt động Dịch Quyết Sơn Hà.

##### Thiện ác bất phân - Ác nhân xuất cốc
Ngày 20 tháng 08 năm 2025, phiên bản được phát hành với cập nhật: Điều chỉnh kỹ năng môn phái Thiên Sơn và Tiêu Dao. Phó bản mới: Kiếm Phá Minh Vương; Đấu Trường Phụng Hoàng. Môn phái mới: Ác Nhân Cốc.

#### Thiên Long Origin
Ngày 18 tháng 4 năm 2025, VNG chính thức phát hành tựa game Thiên Long Origin. Phiên bản này cơ bản vốn là lần phát hành lại của phiên bản đầu tiên của Thiên Long Bát Bộ từng được FPT phát hành lần đầu vào năm 2007 trên PC với 9 môn phái cùng các tính năng và nội dung từng được FPT cập nhật giai đoạn 2007 - 2010. Mặc dù có thể sử dụng tài khoản Tân Thiên Long 3D để chơi phiên bản Thiên Long Origin, nhưng dữ liệu 2 phiên bản hoàn toàn độc lập.

## Thập ngũ đại môn phái
Thập ngũ đại môn phái chia thành ngoại công, nội công, song tu với 4 loại thuộc tính như sau:
| Môn phái    | Tính chất         | Thuộc tính   | Vũ khí                   | Ghi chú                                                                  |
| ----------- | ----------------- | ------------ | ------------------------ | ------------------------------------------------------------------------ |
| Thiếu Lâm   | Ngoại công        | Huyền        | Thương, Đao              | Đây là 09 môn phái (cửu đại phái) xuất hiện trong mọi phiên bản của game |
| Minh Giáo   | Ngoại công        | Hỏa          | Thương, Đao              | Đây là 09 môn phái (cửu đại phái) xuất hiện trong mọi phiên bản của game |
| Cái Bang    | Ngoại công        | Hỏa, Độc     | Thương, Đao              | Đây là 09 môn phái (cửu đại phái) xuất hiện trong mọi phiên bản của game |
| Thiên Sơn   | Ngoại công        | Băng         | Phiến, Song hoàn         | Đây là 09 môn phái (cửu đại phái) xuất hiện trong mọi phiên bản của game |
| Tiêu Dao    | Nội công          | Hỏa, Độc     | Phiến, Song hoàn         | Đây là 09 môn phái (cửu đại phái) xuất hiện trong mọi phiên bản của game |
| Võ Đang     | Nội công          | Băng, Huyền  | Đơn đoản. Song đoản      | Đây là 09 môn phái (cửu đại phái) xuất hiện trong mọi phiên bản của game |
| Nga My      | Nội công          | Băng, Huyền  | Đơn đoản. Song đoản      | Đây là 09 môn phái (cửu đại phái) xuất hiện trong mọi phiên bản của game |
| Tinh Túc    | Nội công          | Độc          | Đơn đoản. Song đoản      | Đây là 09 môn phái (cửu đại phái) xuất hiện trong mọi phiên bản của game |
| Thiên Long  | Song tu nội ngoại | 4 thuộc tính | Phiến, Khuyên, Song hoàn | Đây là 09 môn phái (cửu đại phái) xuất hiện trong mọi phiên bản của game |
| Mộ Dung     | Nội công          | Huyền        | Đơn đoản. Song đoản      | Những môn phái này xuất hiện tùy thuộc các phiên bản của game.           |
| Đường Môn   | Nội công          | Độc, Huyền   | Nỏ                       | Những môn phái này xuất hiện tùy thuộc các phiên bản của game.           |
| Quỷ Cốc     | Nội công          | Huyền,       | Trường thương            | Những môn phái này xuất hiện tùy thuộc các phiên bản của game.           |
| Đào Hoa Đảo | Ngoại công        | Băng, Độc    | Kiếm trong tiêu - Tiêu   | Những môn phái này xuất hiện tùy thuộc các phiên bản của game.           |
| Tuyệt Tình  | Ngoại công        | Hỏa, Huyền   | Đao                      | Những môn phái này xuất hiện tùy thuộc các phiên bản của game.           |
| Ác Nhân Cốc | Nội công          | Băng, Độc    | Liêm                     | Những môn phái này xuất hiện tùy thuộc các phiên bản của game.           |

## Giải thưởng
Thiên long bát bộ đã được ChinaJoy trao giải Trò chơi trực tuyến được người chơi yêu thích nhất trong 5 năm liên tiếp từ 2006 đến 2010 và được xếp hạng trong số Năm thương hiệu nhượng quyền trò chơi có lợi nhuận cao nhất thế giới năm 2009 bởi Forbes. Nó cũng được International Data Corporation xếp hạng là trò chơi phổ biến thứ ba ở Trung Quốc.
Tại Việt Nam, Thiên Long Bát Bộ nhận giải game thành công nhất 2007 trong cuộc bình chọn online do Game Thủ.net thực hiện với 10.760 game thủ tham gia

## Chế độ chơi khác

### Thổ Nhĩ Kỳ
Là một phần trong những nỗ lực không ngừng nhằm mở rộng thương hiệu hàng đầu của mình trên toàn thế giới, ChangYou.com đã thông báo vào năm 2011 rằng họ sẽ phát hành phiên bản mới, được bản địa hóa hoàn toàn của Dragon Oath, được thiết kế dành riêng cho thị trường Thổ Nhĩ Kỳ.

### Trò chơi trên điện thoại di động
Ngày 26 tháng 5 năm 2015, VNG phát hành Thiên Long Bát Bộ 3D - phiên bản mobile được phát triển dựa trên thành công của bản Trò chơi máy tính. Đây là một trong những game mobile đầu tiên và ăn khách tại thị trường Việt Nam. Thiên Long Bát Bộ 3D nhanh chóng trở thành hiện tượng Trò chơi di động tại Trung Quốc và Việt Nam thời điểm đó.
Ngày 13 tháng 3 năm 2019, VNG phát hành Tân Thiên Long Mobile.
Ngày 02 tháng 11 năm 2022, VNG phát hành Thiên Long Bát Bộ 2 sản xuất bởi Perfect World và VNG độc quyền phát hành tại Việt Nam.
Ngày 12 tháng 11 năm 2024, VNG phát hành Thiên Long Bát Bộ VNG. Theo VNG, trò chơi sẽ giữ lại những nét tinh hoa nhất của phiên bản PC năm 2007. Tại thị trường Trung Quốc, tựa game này có tên gốc là Tân Thiên Long Bát Bộ mobile, ra mắt vào năm 2023. VNG phát hành tựa game này tại Việt Nam với tên gọi Thiên Long Bát Bộ VNG.